# Малый Калитниковский проезд
Ма́лый Калитнико́вский прое́зд — улица в центре Москвы в Таганском районе между Большой и Малой Калитниковскими улицами.

## История
Назван в 1990 году по Калитниковскому кладбищу, получившему название, в свою очередь, по местности Калитники, где жили калитники — мастера, делавшие кожаные сумки и кошели (калиты).

## Описание
Малый Калитниковский проезд начинается от Большой Калитниковской, проходит на юг, пересекает Среднюю Калитниковскую и заканчивается на Малой.

## Здания и сооружения
По нечётной стороне:
По чётной стороне: